# Qatar op de Olympische Zomerspelen 1988
Qatar nam deel aan de Olympische Zomerspelen 1988 in Seoel, Zuid-Korea. Het was de tweede deelname van het land aan de spelen, er werden echter geen medailles gewonnen.

## Deelnemers
(m) = mannen, (v) = vrouwen, (g) = gemengd

### Atletiek
| Olympiër                                                                                 | Discipline      | Resultaat | Prestatie                                           |
| ---------------------------------------------------------------------------------------- | --------------- | --------- | --------------------------------------------------- |
| Talal Mansour                                                                            | 100m (m)        | 23e       | serie 3: 1ste in 10,42 kwartfinale 4: 5de in 10,38  |
| Mohamed Ismail Youssef                                                                   | 800m (m)        | 34e       | serie 2: 4de in 1.48,20                             |
| Mohamed Suleiman                                                                         | 1500m (m)       | 32e       | serie 2: 8ste in 3.44,43                            |
| Ahmed Ibrahim Warsama                                                                    | 5000m (m)       | 38e       | serie 3: 16de in 14.06,20                           |
| Ahmed Ibrahim Warsama                                                                    | 10000m (m)      | 32e       | serie 1: 16de in 29.37,99                           |
| Rashid Sheban Marzouk                                                                    | 110m horden (m) | 30e       | serie 1: 6de in 14,69 kwartfinale 1: 8ste in 14,47  |
| Rashid Marzouq S. M. Al-Abdulla Faraj Marzouqs. Abdulla Saad Muftahmubarak Talal Mansoor | 4x100m (m)      | 14e       | serie 2: 5de in 40,05 halve finale 1: 8ste in 41,19 |
| Abdullah Mohamed Al-Sheib                                                                | verspringen (m) | DNF       | kwalificatie groep A: geen geldige poging           |

### Schietsport
| Olympiër                  | Discipline             | Resultaat | Prestatie                                              |
| ------------------------- | ---------------------- | --------- | ------------------------------------------------------ |
| Jadaan Tarjam Al-Shammari | 50m geweer liggend (m) | 54e       | kwalificatie: 54ste met 582 punten (98-97-97-98-98-94) |

### Zeilen
| Olympiër         | Discipline     | Resultaat | Prestatie                                 |
| ---------------- | -------------- | --------- | ----------------------------------------- |
| Mohamed Al-Kaabi | divisie II (m) | 45e       | 312 punten: (DNF-DNS-DNS-DNS-DNS-DNS-DNS) |

Afghanistan · Algerije · Amerikaanse Maagdeneilanden · Amerikaans-Samoa · Andorra · Angola · Antigua en Barbuda · Argentinië · Aruba · Australië · Bahama’s · Bahrein · Bangladesh · Barbados · België · Belize · Benin · Bermuda · Bhutan · Birma · Bolivia · Bondsrepubliek Duitsland · Botswana · Brazilië · Britse Maagdeneilanden · Brunei · Bulgarije · Burkina Faso · Canada · Centraal-Afrikaanse Republiek · Chili · China · Chinees Taipei · Colombia · Congo-Brazzaville · Cookeilanden · Costa Rica · Cyprus · Denemarken · Djibouti · Dominicaanse Republiek · Duitse Democratische Republiek · Ecuador · Egypte · El Salvador · Equatoriaal-Guinea · Fiji · Filipijnen · Finland · Frankrijk · Gabon · Gambia · Ghana · Grenada · Griekenland · Groot-Brittannië · Guam · Guatemala · Guinee · Guyana · Haïti · Honduras · Hongarije · Hongkong · Ierland · IJsland · India · Indonesië · Irak · Iran · Israël · Italië · Ivoorkust · Jamaica · Japan · Joegoslavië · Jordanië · Kaaimaneilanden · Kameroen · Kenia · Koeweit · Laos · Lesotho · Libanon · Liberia · Libië · Liechtenstein · Luxemburg · Malawi · Malediven · Maleisië · Mali · Malta · Marokko · Mauritanië · Mauritius · Mexico · Monaco · Mongolië · Mozambique · Nederland · Nederlandse Antillen · Nepal · Nieuw-Zeeland · Niger · Nigeria · Noord-Jemen · Noorwegen · Oeganda · Oman · Oostenrijk · Pakistan · Panama · Papoea-Nieuw-Guinea · Paraguay · Peru · Polen · Portugal · Puerto Rico · Qatar · Roemenië · Rwanda · Saint Vincent en de Grenadines · Salomonseilanden · Samoa · San Marino · Saoedi-Arabië · Senegal · Sierra Leone · Singapore · Soedan · Somalië · Sovjet-Unie · Spanje · Sri Lanka · Suriname · Swaziland · Syrië · Tanzania · Thailand · Togo · Tonga · Trinidad en Tobago · Tsjaad · Tsjecho-Slowakije · Tunesië · Turkije · Uruguay · Vanuatu · Venezuela · Verenigde Arabische Emiraten · Verenigde Staten · Vietnam · Zaïre · Zambia · Zimbabwe · Zuid-Jemen · Zuid-Korea · Zweden · Zwitserland